# Московская духовная академия
Московская духовная академия (МДА) — старейшее высшее учебное заведение Русской православной церкви. Занимается подготовкой священнослужителей, преподавателей, богословов и служащих для Русской Православной Церкви. Находится в стенах Троице-Сергиевой лавры в городе Сергиевом Посаде Московской области (Россия).
Ведёт свою историю от Троицкой лаврской семинарии, основанной в 1742 году. В 1814 году в исправленных и приспособленных зданиях Троицкой лаврской семинарии начала свою деятельность именно как Московская духовная академия. В 1913 году, в числе трёх других, по случаю празднования 300-летия царствующего дома Романовых, получила звание Императорской. В 1919 году, после революции, была закрыта, а в 1946 году воссоздана.
В МДА имеется государственная аккредитация бакалавриата, магистратуры и аспирантуры по направлению «Теология». Также имеется факультет церковно-певческого искусства и иконописный факультет.

## Предыстория
Троицкая лаврская семинария была основана по решению императрицы Анны Иоанновны 1738 года в стенах Троице-Сергиевой Лавры в 1742 году. Первые занятия начались 2 октября 1742 года. Первыми преподавателями были Семён Метенский и Иван Лелеяцкий.
Первоначально руководство и попечение семинарией возлагалось на наместника Лавры.
С 1742 года руководство семинарией было поручено интенданту Кириллу Ивановичу Павловскому (совмещал функции инспектора и управляющего делами).
Первым префектом (1745 год) и ректором (1748 год) семинарии стал иеромонах Афанасий (Волховский).
В 1814 году на базе Троицкой лаврской семинарии была создана Московская духовная академия.

## История

### Синодальный период
В 1814 году академия была открыта в Троицкой Сергиевой лавре, в специально для неё исправленных и подготовленных помещениях Троицкой лаврской семинарии. Для преподавания в неё были переведены, кроме самих преподавателей Троицкой лаврской семинарии, три преподавателя из Славяно-греко-латинской академии и восемь преподавателей из Санкт-Петербургской духовной академии. Первый курс Московской духовной академии составили 70 учащихся самой Троицкой лаврской семинарии, Вифанской, Ярославской, Рязанской, Калужской, Владимирской, Вологодской, Костромской, Тульской семинарий и Славяно-греко-латинской академии. Сотрудники академии разрабатывали богословские, церковно-исторические и философские науки, а также переводили работы Отцов Церкви на русский язык, которые были напечатаны в журнале: «Творения Святых Отцов. Прибавления к творениям Святых Отцов».

### Советский период
В Троице-Сергиевой лавре академия оставалась до 1919 года: вскоре после Октябрьской революции 1917 года лавра как монастырь была закрыта, а академия выселена из занимаемых помещений с экспроприацией всего имущества. Формально академия была переведена в Москву, где занятия со студентами «частным порядком» проходили до конца 1920-х годов.
В 1944 году открылся Православный богословский институт и Богословско-пастырские курсы в Москве, которые первоначально разместились в непредназначенных для учебных целей помещениях Новодевичьего монастыря. В 1946 году Московский православный богословский институт был преобразован в Московскую духовную академию с четырёхлетним курсом обучения. В том году началась передача Московской патриархии отдельных зданий Троице-Сергиевой лавры, и в 1949 году в лавру были возвращены духовная академия и семинария. При этом до 1954 года помещение Покровского академического храма занимал городской дом культуры. После того, как патриарх Алексий I 21 мая 1955 года освятил восстановленный храм, с 1955/56 учебного года возобновилась традиция проводить годичный акт академии в день престольного праздника её храма 1 (14) октября.
В 1964 году был открыт заочный сектор при МДА. Он действовал вместо ликвидированного несколькими годами ранее подобного сектора при Ленинградской духовной академии, через него прошла значительная часть духовенства.
13 сентября 1989 года Священный синод благословил открытие иконописной школы при МДА.

### Постсоветский период

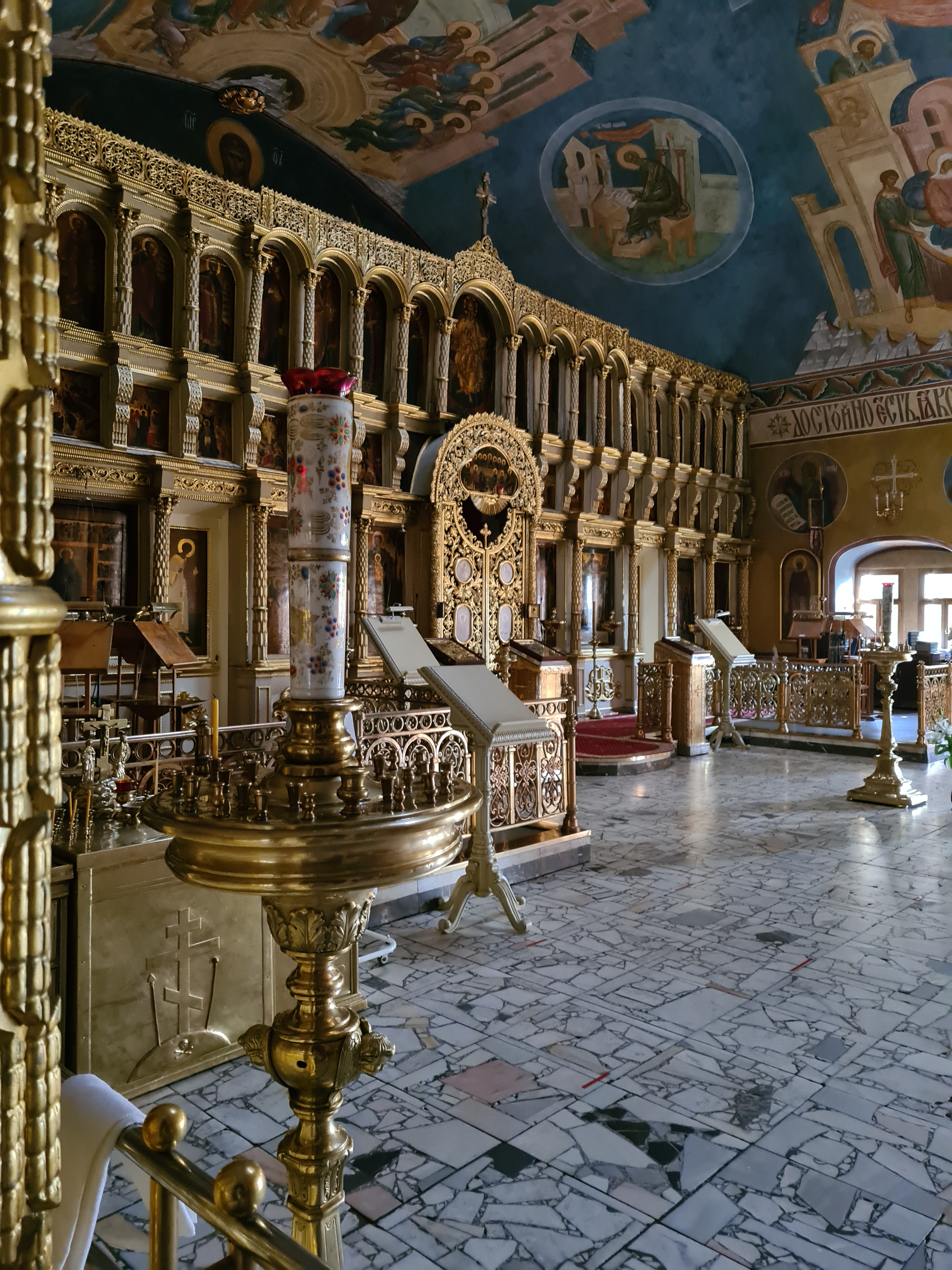
Интерьер Покровского академического храма

В 1993 году начал выходить журнал «Богословский вестник», в 1996 году — студенческий журнал «Встреча».
В 2019 году начали выходить два журнала, индексируемых РИНЦ:
- «Церковный историк», посвящённый проблемам истории Церкви, русской церковной истории, истории Поместных церквей и гражданской истории. Соответствует специальностям ВАК: 26.00.01 (Теология), 07.00.02 (Отечественная история)[8].
- «Вопросы богословия», посвящённый вопросам современного богословия. Соответствует специальности ВАК 26.00.01 (теология)[9].

Также в 2019 году аспирантура МДА получила государственную лицензию на образованную деятельности по программе «Теология». 5 февраля 2021 года аспирантура Московской духовной академии получила государственную аккредитацию, что дало всем аспирантам академии, имеющим диплом о высшем образовании государственного образца, возможность защищать свои работы в диссертационном совете, утвержденном ВАКом, и претендовать на присуждение учёной степени кандидата теологии.
В марте 2021 года вышел первый номер журнала по библеистике «Библейские схолии».

## Современное состояние
В библиотеке хранится значительное число старинных рукописей, преимущественно славянских.
При академии существует Церковно-археологический кабинет, Греко-латинский кабинет, действует Миссионерский отдел.
Магистратура МДА состоит из восьми профилей обучения:
1. Богословие
2. Библеистика
3. История Церкви
4. Пасторология и литургика
5. Греческая христианская литература
6. Русская духовная словесность
7. История и теория церковного искусства
8. Современное каноническое право

## Ректоры
- 1685—1694 — Иоанникий и Софроний Лихуды
- 1694—1700 — Наставники Феодор Поликарпов и Николай Семёнов-Головин
- 1700—1703 — Палладий (Роговский)
- 1703—1704 — Рафаил (Краснопольский)
- 1704—1705 — Сильвестр (Крайский)
- 1705—1706 — Антоний (Кармский)
- 1706—1722 — Феофилакт (Лопатинский)
- 1722—1728 — Гедеон (Вишневский)
- 1728 — май 1731 — Герман (Копцевич)
- 1734—1735 — Стефан (Калиновский)
- 1737—1739 — Митрофан (Слотвенский)
- 1739—1741 — Платон Левицкий
- 1743—1748 — Порфирий (Крайский)
- 12 мая 1757—1758 — Геннадий (Драницын)
- 1758—1761 — Гедеон (Сломинский)
- 1761 — 6 декабря 1763 — Гавриил (Петров-Шапошников)
- 1764—1768 — Геннадий (Границкий)[14]
- 1768 — Антоний (Герасимов-Зыбелин)
- 1769—1774 — Феофилакт (Горский)
- 1774—1778 — Амвросий (Подобедов)
- 24 мая 1778—1782 — Дамаскин (Руднев)
- 1782—1783 — Павел (Пономарёв)
- 17 декабря 1783—1786 — Аполлос (Байбаков)
- 1786—1788 — Афанасий (Иванов)
- 1788—1791 — Мелхиседек (Заболотский)
- 1791—1794 — Мефодий (Смирнов)
- 1794—1795 — Амвросий (Яковлев-Орлин)
- 1795—1799 — Евлампий (Введенский)
- 28 сентября 1798—1799 — Серафим (Глаголевский)
- 1799—1801 — Владимир (Третьяков)
- 25 декабря 1801—1804 — Августин (Виноградский)
- 1804—1807 — Моисей (Близнецов-Платонов)
- 20 апреля 1808—1810 — Сергий (Крылов-Платонов)
- 21 января 1810 года — 1816 — Симеон (Крылов-Платонов)
- 16 марта 1816 — 1 июня 1819 — Филарет (Амфитеатров)
- май 1819—1824 — Кирилл (Богословский-Платонов)
- 4 ноября 1824 — 14 декабря 1835 — Поликарп (Гайтанников)
- 14 декабря 1835—1841 — Филарет (Гумилевский)
- 1841—1847 — Евсевий (Орлинский)
- 1847—1853 — Алексий (Ржаницын)
- 31 августа 1853—1857 — Евгений (Сахаров)
- 4 октября 1857 — 21 января 1861 — Сергий (Ляпидевский)
- 21 января 1861 — 4 ноября 1862 — Савва (Тихомиров)
- 1862—1875 — Горский, Александр Васильевич
- 11 февраля 1876 — декабрь 1876 — Михаил (Лузин)
- 1878—1886 — Смирнов, Сергей Константинович
- 30 июля 1886 — 13 декабря 1890 — Христофор (Смирнов)
- 1890—1895 — Антоний (Храповицкий)
- 17 июля 1895 — 13 марта 1898 — Лаврентий (Некрасов)
- 13 марта 1898 — 5 декабря 1903 — Арсений (Стадницкий)
- 9 декабря 1903—1906 — Евдоким (Мещерский)
- август 1906 — 13 марта 1917 — Феодор (Поздеевский)
- март — сентябрь 1917 (и. о.) — Иларион (Троицкий)
- 10 сентября 1917 — апрель 1922 — Орлов, Анатолий Петрович
- 1922 — до закрытия — Страхов, Владимир Николаевич

---
- 28 августа 1944 — 23 октября 1946 — Тихон Попов
- 23 октября 1946 — 7 февраля 1947 — Николай Чепурин
- 7 февраля — 28 октября 1947 — Сергий Савинский
- 28 октября 1947 — 11 августа 1949 — Гермоген (Кожин)
- 15 августа 1949 — 19 сентября 1950 — Смирнов, Александр Павлович
- сентябрь 1950 — сентябрь 1951 — Вертоградов, Владимир Семёнович
- август 1951 — 18 ноября 1964 — Ружицкий, Константин Иванович
- 22 декабря 1964 — 14 мая 1966 — Филарет (Денисенко)
- 14 мая 1966 — 18 апреля 1973 — Филарет (Вахромеев)
- 18 апреля 1973 — 16 июля 1982 — Владимир (Сабодан)
- 16 июля 1982 — 12 августа 1992 — Александр (Тимофеев)
- 12 августа 1992 — 17 июля 1995 — Филарет (Карагодин)
- 17 июля 1995 — 14 июля 2018 — Евгений (Решетников)
- 14 июля 2018 — 30 августа 2019 — Амвросий (Ермаков)
- 30 августа 2019 — 25 августа 2020 — Питирим (Творогов)
- 25 августа 2020 — 25 августа 2022 — Феодорит (Тихонов)
- с 25 августа 2022 года — Кирилл (Зинковский)

## Инспекторы
- 1814—1816 — Филарет (Амфитеатров)
- 16.02.1816 — 29.07.1818 — Гермоген (Сперанский)
- 12.09.1819 — 1821 — Михаил (Добров)
- 05.09.1822 — 1823 — Илиодор (Чистяков)
- 15 февраля 1826 — ? — Евлампий (Пятницкий)
- 19 марта 1829 — 13 ноября 1834 — Иосиф (Богословский)
- 25.11.1834 — 1838 — Евсевий (Орлинский)[15])
- 1838 — Филофей (Успенский)
- 9 ноября 1841—1842 — Платон (Фивейский)
- март — сентябрь 1842 — Агафангел (Соловьёв)
- 21 сентября 1842—1847 — Евгений (Сахаров-Платонов)
- 13.12.1850 — 1857 — Игнатий (Рождественский)
- 16.12.1858 — 1861 — Никодим (Белокуров)
- 30.12.1861 — 25.10.1863 — Сергий (Спасский)
- 1867—1872 — Симеон (Линьков)
- 24 марта 1861 — 11 февраля 1876 — Михаил (Лузин)
- октябрь 1886 — лето 1888 — Борис(Плотников)
- 1 декабря 1888—1891 — Антоний (Каржавин)
- 13 декабря 1893—1894 — Сергий (Страгородский)
- 10 января 1897—1898 — Арсений (Стадницкий)
- 16.10.1898 — ? — Ястребцов, Сергей Захарович
- 23 декабря 1898—1903 — Евдоким (Мещерский)
- 8 июня 1912—1913 — Анатолий (Грисюк)
- 1950—1951 — Шпиллер, Всеволод Дмитриевич
- 01.08.1951 — 15.09.1956 — Доктусов Николай Петрович
- 1965 — 11.10.1972 — Симон (Новиков)
- 22.11.1972 — 16.07.1982 — Александр (Тимофеев)
- 23.08.1995 — ? — Савва (Базюк)
- до 09.2015 — Вассиан (Змеев)
- 01.09.2015 — 10.09.2018 — Даниил (Василенко)
- с 10.09.2018 — Марк (Святогоров)
- с 2019 года — Вячеслав (Сорокин)

## Преподаватели
- Айвазов, Иван Георгиевич
- Гермоген (Сперанский)
- прот. Александр Задорнов
- Вертоградов, Владимир Семёнович (1888—1964)
- Виноградов, Михаил Николаевич (1887—1956)
- Гаврюшин, Николай Константинович (1946—2019)
- Георгиевский, Алексей Иванович (1904—1984)
- Голубинский, Дмитрий Фёдорович
- Доброцветов, Павел Кириллович
- Елеонский, Николай Александрович
- Иванов, Алексей Иванович (1890—1976)
- Кириллин, Владимир Михайлович
- Константин Владимирович Нечаев (1926—2003)
- Конь, Роман Михайлович
- Лебедев, Николай Михайлович (1879—1967)
- прот. Леонид Грилихес
- игум. Марк (Лозинский) (1939—1973)
- Феоктист (Орловский) (ум. 1829) — будущий ректор МДС
- Осипов, Алексей Ильич
- Ромашков, Димитрий Иванович
- Светозарский, Алексей Константинович
- Сидоров, Алексей Иванович (1944—2020)
- Соколов, Николай Кириллович (1835—1874)
- Талызин, Владимир Иванович (1904—1967)
- Людоговский, Фёдор Борисович
- Яковлев, Фёдор Иванович[16]